# Diocesi di Cucuso
La diocesi di Cucuso (in latino Dioecesis Cucusena) è una sede soppressa del patriarcato di Costantinopoli e sede titolare della Chiesa cattolica.

## Storia
Cucuso, identificabile con Göksun in Turchia, è un'antica sede episcopale della provincia romana dell'Armenia Seconda nella diocesi civile del Ponto. Faceva parte del patriarcato di Costantinopoli ed era suffraganea dell'arcidiocesi di Melitene.
La diocesi è documentata nelle Notitiae episcopatuum del patriarcato fino al XII secolo.
Cucuso è stata utilizzata in più occasioni come luogo d'esilio per gli indesiderati dell'Impero bizantino: tra questi il vescovo Paolo di Costantinopoli, esiliato dall'imperatore Costanzo II nel 351, e san Giovanni Crisostomo, esiliato nel 404. Proprio al Crisostomo si deve la conoscenza del primo vescovo di Cucuso, di cui però non riporta il nome.
Altri cinque sono i vescovi noti di Cucuso: Olimpio sottoscrisse, verso la fine del 431, la lettera sinodale dell'arcivescovo Massimiano di Costantinopoli diretta al clero della diocesi di Tenedo per annunciare la deposizione del loro vescovo Anastasio. Domno prese parte al concilio di Calcedonia del 451; Longino sottoscrisse la lettera dei vescovi dell'Armenia Seconda all'imperatore Leone (458) in seguito all'uccisione del patriarca alessandrino Proterio; Giovanni I assistette al concilio del 553, mentre Giovanni II prese parte al concilio in Trullo del 692.
Dal XIX secolo Cucuso è annoverata tra le sedi vescovili titolari della Chiesa cattolica; la sede è vacante dal 22 marzo 1981.

## Cronotassi

### Vescovi greci
- Anonimo † (menzionato nel 404)
- Olimpio † (menzionato nel 431)
- Domno † (menzionato nel 451)
- Longino † (menzionato nel 458)
- Giovanni I † (menzionato nel 553)
- Giovanni II † (menzionato nel 692)

### Vescovi titolari
- Miguel Navarro, O.F.M.Ref. † (8 aprile 1856 - 9 settembre 1877 deceduto)
  - Giovanni Giacomo Jonckau † (17 aprile 1883 - 29 luglio 1888 deceduto) (vescovo eletto)
- Ludwig Wahl † (11 luglio 1890 - 6 giugno 1905 deceduto)
- Nicasio Arellano, O.P. † (11 aprile 1906 - 5 gennaio 1927 deceduto)
- Sergio Der Abrahamian † (13 giugno 1933 - 15 gennaio 1938 nominato arcivescovo titolare di Calcedonia degli Armeni)
- Constantino Gómez Villa, O.F.M.Cap. † (14 luglio 1938 - 22 marzo 1981 deceduto)